# Vanguard 3 (człon rakiety)
Vanguard 3 – amerykański człon rakiet nośnych. Była trzecim, ostatnim, członem rakiety Vanguard. Używany w końcu lat 50. Napędzany silnikiem rakietowym GCRC, na paliwo stałe.